# Meloteles xanthodoxa
Meloteles xanthodoxa är en fjärilsart som beskrevs av Edward Meyrick 1920. Meloteles xanthodoxa ingår i släktet Meloteles och familjen praktmalar, Oecophoridae. Inga underarter finns listade i Catalogue of Life.